# Departamento Escuintla
Escuintla ist ein Departamento Guatemalas und liegt im Süden des Landes (Region V). Es erstreckt sich auf über 4.300 Quadratkilometern und hat etwa 775.700 Einwohner. Die Hauptstadt des Departamentos ist das gleichnamige Escuintla.
Das Departamento Escuintla grenzt im Norden an die Departamentos Chimaltenango, Sacatepéquez und Guatemala, im Osten an Santa Rosa, im Süden an den Pazifischen Ozean und im Westen und Nordwesten an Suchitepéquez.

## Landesnatur
Die nördlichen Grenzen des Departamentos verlaufen über die höchsten Gipfel des zentralen Hochlandes, darunter die Vulkane Agua (3766 m), Fuego (3763 m) und Pacaya (2552 m). Von diesen Bergen aus fällt das von zahlreichen Flüssen durchzogene Land sanft nach Süden bis zur Pazifik-Küste ab. Der Boden ist sehr fruchtbar. Auf Grund der starken landwirtschaftlichen Nutzung ist der ursprünglich vielfältige Bestand an frei lebenden Tieren zurückgegangen. Das Klima ist tropisch heiß, die Regenzeit dauert von Mai bis Oktober.

## Bevölkerung
Die ursprüngliche indigene Bevölkerung hat sich während der Kolonialzeit stark mit Spaniern vermischt. Maya-Sprachen werden außer in Palín (Pocomam) und Santa Lucía Cotzumalguapa (Cakchiquel) nicht mehr gesprochen. Die Bevölkerung verteilt sich relativ ausgewogen auf das gesamte Gebiet des Departamentos, Konzentrationen gibt es entlang der wichtigsten Verkehrsverbindungen, der Carretera Interoceanica (CA-9) und der im Tiefland von Mexiko nach El Salvador verlaufenden CA-2. Escuintla ist in 13 Municipios (Großgemeinden oder auch Landkreise) unterteilt:
| Escuintla        | Santa Lucía Cotzumalguapa |
| La Democracia    | Siquinalá                 |
| Masagua          | Pueblo Nuevo Tiquisate    |
| La Gomera        | Guanagazapa               |
| Puerto San José  | Iztapa                    |
| Palín            | San Vicente Pacaya        |
| Nueva Concepción |                           |

Dem Departamento als staatlichem Verwaltungsbezirk steht ein von der Zentralregierung entsandter Gouverneur vor. Die Municipios sind eigenständige Gebietskörperschaften mit gewählten Bürgermeistern und Volksvertretungen und untergliedern sich in Aldeas (Landgemeinden) und Caseríos, Parajes oder Fincas (Weiler und Höfe).

## Wirtschaft
Escuintla ist das reichste Departamento Guatemalas. Hier wird 43 Prozent des Bruttoinlandsprodukts Guatemalas erwirtschaftet. Traditionell wichtigster Wirtschaftszweig ist die Landwirtschaft, die auf Grund des fruchtbaren Bodens und der verschiedenen Höhenlagen mannigfaltig ist. Die zahlreichen großen Fincas produzieren vor allem Zuckerrohr, Mais, Bohnen, Bananen, Kaffee, Baumwolle und verschiedene Zitrusfrüchte. Von besonderer Bedeutung sind die Pazifik-Häfen. Puerto San José war lange Zeit das Tor Guatemalas zum Pazifik, später übernahm der benachbarte moderne Industriehafen von Puerto Quetzal diese Rolle. Wichtig ist an der Küste auch die Fischerei und der Tourismus. Moderne Hotelkomplexe entstanden vor allem bei Chulamar, Likín und Iztapa, was jedoch dazu geführt hat, dass es kaum noch öffentliche Zugänge zu den Stränden gibt. Zum relativen Wohlstand des Departamentos tragen auch die vielen kleinen Handwerksbetriebe bei. Escuintla hat die geringste Arbeitslosen- und Armutsquote Guatemalas.
Verkehrsmäßig ist das Departamento gut erschlossen. Die beiden wichtigen Hafenstädte sind über eine moderne Autobahn (CA-9) mit Guatemala-Stadt verbunden, die bei der Departaments-Hauptstadt Escuintla von der genannten Tieflandstrecke CA-2 gekreuzt wird. Daneben gibt es von Puerto Quetzal nach Guatemala-Stadt eine Eisenbahnstrecke, die zuletzt nur noch für den Frachtverkehr genutzt wurde. Die Städte Escuintla und Puerto San José haben Flughäfen von regionaler Bedeutung.

## Sehenswürdigkeiten
An den Küsten Escuintlas haben viele wohlhabende Bürger aus Guatemala-Stadt ein Ferienhaus. In- und ausländische Touristen nutzen gerne die verschiedenen Ferienanlagen um Puerto San José oder fahren zu den Lagunen von Iztapa oder weiter nach Osten an die Strände von El Conacaste. Der bekannte Touristenort Monterrico befindet sich im benachbarten Departamento Santa Rosa, kann jedoch über Iztapa erreicht werden. Die im zentralen Küstenabschnitt gelegenen Strände von San José Rama Blanca, La Empalizada, El Paredón Buena Vista und im Parque Nacional Sipacate sind nur auf dem Umweg über La Gomera zu erreichen, im Westen gibt es noch bei Tecojate und El Semillero Strände mit dem für die guatemaltekische Pazifikküste so typischen dunklen Sand.
Von der Maya-Epoche sind im Landesinneren noch verschiedene Zeugnisse vorhanden. Im Zentralpark von La Democracia befindet sich eine Sammlung von großen Steinköpfen der Monte-Alto-Kultur. Nördlich von Santa Lucía Cotzumalguapa liegt El Baúl, das Zentrum der Cotzumalguapa-Kultur mit einer Akropolis und über 70 Statuen, darunter das Monument 14 („El Tigre“), das als Meisterwerk dieser Kultur gilt. Weitere archäologische Zeugnisse der Maya-Zivilisation wurden in Betancourt und Sin Cabezas im Municipio Pueblo Nuevo Tiquisate, Ixtepeque (Nueva Concepción), La Selva (La Gomera) und Balberta (El Pilar, La Democracia) entdeckt.
An der Straße nach El Salvador (CA-2) gibt es bei Brito im Naturschutzgebiet und Erlebnispark Auto Safari Chapín zahlreiche Tiere zu besichtigen. In den Bergen gilt der noch aktive Vulkan Pacaya als größte Touristenattraktion.

## Geschichte
Das Gebiet von Escuintla wurde im 16. Jahrhundert von Pedro de Alvarado erobert, der wenige Kilometer östlich des heutigen Hafens von Puerto Quetzal, bei Iztapa, den ersten Pazifik-Hafen Guatemalas anlegen ließ. Dieser Hafen war über eine noch heute bestehende Straße mit Ciudad Vieja und Antigua Guatemala verbunden, wo sich seinerzeit der Verwaltungssitz der spanischen Kolonialherrschaft in Mittelamerika befand. Die Stadt Escuintla war bereits in der Kolonialzeit Sitz einer Bezirksverwaltung. Nach der Unabhängigkeit richtete die Nationalversammlung am 4. November 1825 das Departamento Escuintla ein. Der Name stammt von dem Maya-Ausdruck „Izcuintlán“ oder von der Pipil-Siedlung Iscuintepéque („Yxcuyntepeque“). Die Ausdrücke bedeuten so viel wie „Platz“ oder „Hügel der Hunde“ und beziehen sich wohl auf die Tepescuintles, eine in präkolumbischer Zeit gern verzehrte hundegroße Nagerart.